# Trstice
Trstice (in ungherese Nádszeg) è un comune della Slovacchia facente parte del distretto di Galanta, nella regione di Trnava.